# Hans Sahl
Pour les articles homonymes, voir Sahl.
Hans Sahl, né le 20 mai 1902 à Dresde et mort le 27 avril 1993 à Tübingen, est un écrivain et journaliste allemand. 

## Biographie
Hans Sahl fait des études d'histoire de l'art et de la littérature, de philosophie et d'archéologie. Il travaille ensuite comme critique de cinéma et de théâtre pour les journaux berlinois Das Tage-buch et Berliner Börsen-Courier,.
Après l'arrivée au pouvoir d'Hitler en 1933, Sahl, juif et homme de gauche, émigre et s'exile en Tchécoslovaquie puis l'année suivante en Suisse, et en France. Interné en 1940, comme nombre d'émigrés allemands, il parvient à quitter la France en 1941, avec l'aide de l'Emergency Rescue Committee de Varian Fry, pour New York, aux États-Unis,. Il retourne en 1947 en Allemagne occupée jusqu'en 1951. Il s'établit aux États-Unis, et acquiert en 1952 la nationalité américaine. Dans les années 1980, il regagne l'Allemagne. Il est redécouvert grâce notamment à son autobiographie Das Exil im Exil publiée en 1990. Une édition en quatre volumes de son œuvre a été publiée par Luchterhand Literaturverlag (de) de 2008 à 2012.

## Œuvres
- 1938, Jemand. Ein Chorwerk, illustré par Die Passion eines Menschen de Frans Masereel, Zurich, Oprecht
- 1959, Die Wenigen und die Vielen, roman, Francfort, S. Fischer Verlag; réédition Luchterhand 2010
- 1990, Das Exil im Exil, autobiographie; réédition Memoiren eines Moralisten. Das Exil im Exil, Luchterhand 2008
- 2009, Die Gedichte, poésies, Munich Luchterhand
- 2012, Der Mann, der sich selbst besuchte, récits et chroniques, Munich, Luchterhand

## Œuvres traduites en français
- Survivre est un métier, (« Memoiren eines Moralisten. Das Exil im Exil »), traduction de Josette Calas et Fanette Lepetit, Paris, Austral, 1995
- Le troupeau perdu, (« Die Wenigen und die Vielen »), traduction de Maurice Muller-Strauss, Paris, Albin Michel, 1964